# Benidorm
Benidorm este un oraș în Spania.

## Personalități născute aici
- Antonio López Guerrero (n. 1981), fotbalist.